# Michael Jackson
Michael Joseph Jackson (29. august 1958 – 25. juni 2009), med tilnavnet "Kongen af Pop" (engelsk: King of Pop), var en amerikansk musiker og en af de mest kommercielt succesrige entertainere. Hans unikke bidrag til musik og dans og hans privatliv, gjorde ham til en fremtrædende figur inden for populærkulturen i fire årtier.
Han er to gange optaget i Rock and Roll Hall of Fame, har flere rekorder i Guinness Rekordbog — deriblandt "Mest succesrige entertainer nogensinde" — 13 Grammy Awards, 13 singler som har ligget nr. 1 på hitlisten i USA, og et anslået samlet salgstal på over 750 millioner plader. Han var en betydelig filantropisk og humanitær sponsor af mange millioner dollars til 39 velgørenhedsorganisationer og skaffede også bidrag via sin egen Heal the World Foundation.
Jackson begyndte sin solokarriere i 1971, efter debut i 1964 som medlem af The Jackson 5. Hans album Thriller fra 1982 er det til dags dato bedst-sælgende album nogensinde, ligesom fire andre — Off the Wall (1979), Bad (1987), Dangerous (1991) og HIStory (1995) — ligger blandt de bedst-sælgende. Han gjorde en række avancerede dansetrin som robotten og moonwalk meget populære. Han er bredt anerkendt for at have ændret musikvideoen fra at være et reklameværktøj til en kunstform og videoerne til sange som "Billie Jean", "Beat It" og Thriller gjorde ham til den første afroamerikaner, der fik et stort antal fans via MTV.
Jacksons privatliv skabte en del polemik. Hans ændrende udseende kunne ses fra 1980'erne, og specielt ændringer af næseform og hudfarve skabte medieomtale. I 1993 blev han beskyldt for at have misbrugt børn, selv om der ikke fremkom nogle juridiske anklager. Han blev gift i 1994 og 1996 og fik tre børn, hvoraf et blev født af en rugemor. I 2005 blev han tiltalt og frifundet for beskyldninger om pædofili. Jackson døde af et hjertestop i en alder af 50 år den 25. juni 2009 i Los Angeles i Californien. Hans mindehøjtidelighed blev sendt direkte verden over.

## Biografi

### 1958–75: Tidligt liv og Jackson 5 (The Jacksons)
Jackson blev født som det ottende af ni børn den 29. august 1958 i Gary, Indiana, en industriel forstad til Chicago, ind i en afroamerikansk familie. Hans mor, Katherine Esther Scruse, var troende Jehovas vidne og hans far, Joseph Walter "Joe" Jackson, var stålværksarbejder, som optrådte med et R&B-band kaldet The Falcons. Jackson havde tre søstre, Rebbie, La Toya og Janet, og fem brødre, Jackie, Tito, Jermaine, Marlon og Randy.
Jackson havde et problemfyldt forhold til sin far. Jackson jr. har udtalt, at han blev fysisk og psykisk mishandlet ved at blive udsat for uophørlige prøver, blive pisket og at blive kaldt øgenavne, omend han mente, at faderens disciplin udgjorde grundlaget for den senere succes. Under et skænderi, genfortalt af Marlon, holdt Joseph ham med hovedet nedad i et ben mens han "bankede ham igen og igen med sin hånd, slog ham i ryggen og på bagdelen". Joseph kunne også finde på at spænde ben eller skubbe Jackson ind i vægge. En nat mens Jackson sov, kravlede Joseph ind i hans værelse igennem soveværelsesvindue og skreg, mens han bar en skræmmemaske. Han sagde, at han ønskede at lære børnene, at de ikke burde lade vinduet stå åbent, når de gik i seng. Jackson selv har senere udtalt, at han i flere år efter havde mareridt om at blive kidnappet fra sit værelse. Joseph bekræftede i 2003 at have pisket Jackson, mens han stadigvæk var barn.
Første gang Jackson talte åbent om mishandlingen i sin barndom var i et interview med Oprah Winfrey, som blev sendt den 10. februar 1993. Han udtalte, at han ofte havde grædt af ensomhed og nogle gange ville kaste op, når han så sin far. I et interview med Martin Bashir sendt den 3. februar 2003 som Living with Michael Jackson, tildækkede han sit ansigt med hænderne og begyndte at græde, da han talte om mishandlingen som barn. Han huskede, at Joseph sad i en stol med et bælte i hånden, mens han og de øvrige søskende øvede sig og, at "hvis du ikke gjorde det på den rigtige måde, så ville han rive dig i stykker, virkelig komme efter dig".
Jackson viste sit talent, da han som femårig optrådte foran sine klassekammerater ved en julesangaften. I 1964 kom han og Marlon med i Jackson Brothers — et band dannet af brødrene Jackie, Tito og Jermaine — som baggrundmusikere, der spillede conga og tamburin. Jackson begyndte senere at synge støttevokal og danse; som otteårig blev han og Jermaine forsangere, og gruppen skiftede navn til Jackson 5. Bandet turnerede meget i Midtvesten fra 1966 til 1968, og optrådte ofte i en række sorte klubber kendt som "the chitlin' circuit", hvor de ofte var åbningsband for stripteasesessioner eller anden voksenunderholdning. I 1966 vandt de en stor lokal talentkonkurrence med deres udgaver af Motown-hits og James Brown's "I Got You (I Feel Good)", med Michael i spidsen.
Jackson 5 indspillede flere sange, deriblandt "Big Boy", hos det lokale pladeselskab Steeltown i 1967, og skrev kontrakt med Motown Records i 1968. Rolling Stone beskrev senere den unge Michael som "et vidunderbarn" med "overvældende musikalske evner" og, at han "hurtigt kom frem som den centrale trækning og forsanger." Gruppen satte en hitlisterekord, da dens fire første singler ("I Want You Back", "ABC", "The Love You Save" og "I'll Be There") blev nr. 1 på Billboard Hot 100. I løbet af Jackson 5's tidlige år påstod Motowns PR-afdeling, at Jackson var ni år gammel — to år yngre end han var — for at få ham til at fremstå sødere og mere tilgængelig.
Fra 1972 udgav Jackson fire soloalbum gennem Motown, deriblandt Got to Be There og Ben, udgivet som en del af Jackson 5-franchisen, og skabte succesfulde singler såsom "Got to Be There", "Ben" og en genindspilning af Bobby Days "Rockin' Robin". Jackson 5's salgstal begyndte at dale i 1973, og bandmedlemmerne rasede over, at Motowns strikt og konstant nægtede dem at have kontrol over musikken, eller at komme med input. Selvom de fik flere top 40-hits, deriblandt top 5-discosinglen "Dancing Machine" og top 20-hittet "I Am Love", forlod Jackson 5 selskabet i 1975.

### 1976–81: Skiftet til Epic ogOff the Wall
Jackson 5 underskrev kontrakt med CBS Records i juni 1975 og arbejdede dermed for Epic Records. Af juridiske årsager skiftede gruppen navn til The Jacksons. Efter navneskiftet fortsatte gruppen med at turnere internationalt og udsendte yderligere seks album mellem 1976 og 1984. Fra 1976 til 1984 var det Michael Jackson, der skrev de fleste af gruppens sange, bl.a. sange som Shake Your Body (Down to the Ground), This Place Hotel og Can You Feel It].
I 1978 spillede Jackson fugleskræmslet i filmmusicalen The Wiz, der er en genfortælling af Troldmanden fra Oz. Quincy Jones arrangerede musikken til filmen og han indgik efterfølgende en aftale med Jackson om at producere hans soloalbum Off the Wall. I 1979 brækkede Jackson næsen under en avanceret danserutine. Hans efterfølgende næseoperation gik ikke helt som planlagt; han beklagede sig over åndedrætsproblemer. der ville have indvirkning på hans karriere. Han blev henvist til dr. Steven Hoefflin, som udførte Jacksons anden næseoperation og efterfølgende operationer.
Jones og Jackson producerede Off the Wall sammen. Blandt sangskriverne var Jackson, Heatwaves Rod Temperton, Stevie Wonder og Paul McCartney. Albummet blev udgivet i 1979, og var det første album, der havde fire top 10 hits i USA, deriblandt hitsinglerne "Don't Stop 'Til You Get Enough" og Rock with You. Det blev nummer tre på Billboard 200 og solgte over 20 millioner eksemplarer på verdensplan. I 1979 var Jackson forlover ved Uri Gellers bryllup, men kom to timer for sent, så et selskab bestående af blandt andre Barry Gibb, Dave Stewart og Liverpools borgmester måtte indtage bryllupsmiddagen inden ceremonien, i stedet for modsat. I 1979 lærte Jackson også den 13-årige Terry George fra Leeds at kende. Derefter ringede sangeren ham præcis kl 21 tre gange i ugen, og en gang havde Jackson masturberet under en telefonsamtale. I 1981 mødtes de to igen i England. Derefter ophørte kontakten, men i 1993 fandt historien vejen til engelske søndagsaviser, hvor George til sin forskrækkelse kom på forsiderne.
I 1980 vandt Jackson tre priser ved American Music Awards for sin solokarriere: 1) Favorite Soul/R&B Album, 2) Favorite Male Soul/R&B Artist og 3) Favorite Soul/R&B Single for "Don't Stop 'Til You Get Enough". Samme år vandt han også Billboard musikpriser for Top Black Artist og Top Black Album, samt en Grammy-pris for bedste mandlige R&B stemmefremførelse, også for "Don't Stop 'Til You Get Enough". På trods af dets kommercielle succes følte Jackson at Off the Wall skulle have gjort et langt større indtryk, og han var fast besluttet på at overgå forventningerne med sin næste udgivelse. I 1980 sikrede han sig musikindustriens højeste royaltyrate: 37 procent af indtægterne fra album.

### 1982–83:Thrillerog Motown 25
I 1982 bidrog Jackson til historiebogen med sangen "Someone In the Dark" til filmen E.T.; pladen vandt en Grammy for Best Album for Children. Samme år udgav Jackson sit andet Epic-album, Thriller, som blev det mest kommercielt succesfulde album nogensinde. Albummet forblev i top 10 på Billboard 200 i 80 uger og i 37 af dem lå det på førstepladsen. Det var det første album, der havde syv Billboard Hot 100 top 10-singler, deriblandt "Billie Jean", "Beat It" og "Wanna Be Startin' Somethin'." Thriller blev certificeret for 28 millioner salg af RIAA, hvilket gav det dobbelt diamantstatus i USA. Det er det bedst-sælgende album nogensinde med 110 millioner eksemplarer solgt på verdensplan.
Jacksons advokat John Branca udtalte, at Jackson på det tidspunkt havde den højeste royaltyrate i musikindustrien: han fik cirka 2$ for hvert solgt album. Han fik også rekordstore indtægter fra salg af cd'er og The Making of Michael Jackson's Thriller, en dokumentar produceret af Jackson og John Landis. Dokumentaren, som var blevet finansieret af MTV, solgte over 350.000 eksemplarer på få måneder. Der blev også solgt diverse objekter, såsom dukker af Michael Jackson, som dukkede op i butikkerne i 1984 til en pris på 12$. Biografiforfatteren J. Randy Taraborrelli skriver, at "Thriller holdt op med at sælge som en fritidsgenstand — som et magasin, et legetøj, billetter til en hitfilm — og begyndte at sælge som en basisvare for husstande."
Time beskrev Jacksons indflydelse på daværende tidspunkt som: "Stjerne af plader, radio, rockvideo. Et enmands-redningshold for musikbranchen. En sangskriver som sætter et årtis beat. En danser med de mest kunstfærdige føder på gaden. En sanger som skærer igennem alle grænser af smag og stil og også farve". The New York Times skrev at "i popmusikkens verden er der Michael Jackson og der er alle andre". Den 25. marts 1983 optrådte han live i tv-showet Motown 25: Yesterday, Today, Forever, både med Jackson 5 og alene, hvor han sang "Billie Jean". Hans optræden, som var første gang han brugte sin specielle dansestil moonwalk, blev set af over 47 millioner seere, og blev sammenlignet med Elvis Presleys og The Beatles' optrædener i The Ed Sullivan Show. The New York Times sagde, "Moonwalken, som han gjorde berømt, er en passende metafor for hans dansestil. Hvordan gør han det? Som en tekniker er han en stor illusionist, en ægte mimekunstner. Hans evne til at holde et ben straks når han glider, mens det andet bøjer og ser ud som om det gør, kræver perfekt timing."

### 1984–85: Pepsi,We Are the Worldog forretningskarriere
I november 1983 indgik Jackson (sammen med sin brødre) og PepsiCo en aftale på 5 millioner US$, der knuste alle tidligere rekorder for betaling ved kendtes medvirkning i reklamer. Jacksons manager havde først kontaktet Coca-Cola, der tilbød en aftale værd en million US$, men Jackson gjorde i stedet et fremstød hos PepsiCo, der var på udkig efter nogen til at fronte sin New Generation-kampagne. Det betalte sig stort, og det næste tiår var Jackson og Pepsi tæt forbundet. Aftalen med Pepsi kom dog til at koste Jackson dyrt helbredsmæssigt, da der under optagelser i Los Angeles i januar 1984 gik ild i hans hår foran 3.000 fremmødte mennesker. Han dansede til Billie Jean, da han kom for tæt til en pyroteknisk indretning, der gik for tidligt af. Det medførte andengradsforbrændinger i hans hovedbund og tab af noget af hans hår. Hans jakke blev også antændt. Han anlagde dog ikke sag mod Pepsi, der betalte ham halvanden million US$ i skadeerstatning, som Jackson skænkede til Brotman Medical Centre, der havde behandlet ham, og som oprettede et Michael Jackson Burn Center, der imidlertid måtte lukke i 1987. Senere fandt man ud af, at det var den pomade, Jackson kom i sit hår, der var blevet antændt. Han fik behandling for at skjule arrene, og sin tredje næseoperation kort tid efter. Senere kom det frem, at smerterne, Jackson fik af brandskaden, var langvarige og gjorde ham afhængig af receptbelagte piller. Hans hår kom heller aldrig rigtigt tilbage, så han begyndte at gå med paryk, når han viste sig ude. Efter hans død kunne det konstateres, at hans hovedbund var slemt arret, og der var knapt noget hår på siderne.
Den 14. maj 1984 var han inviteret til Det Hvide Hus for at modtage en pris af USA's præsident Ronald Reagan for sin støtte til projekter, der hjælper folk at overvinde alkohol- og stofmisbrug. Jackson vandt otte priser ved Grammy-uddelingen samme år. I modsætning til senere album blev Thriller ikke promoteret på nogen officiel turné, men Victory Tour i 1984, med The Jacksons som hovednavn, fremførte meget af Jacksons nye solomateriale for mere end to millioner amerikanere. Han donerede sin andel på 5 millioner US$ fra Victory Tour til velgørenhed. Han og Lionel Richie skrev i 1985 velgørenhedssinglen We Are the World, som blev udgivet på verdensplan for at hjælpe fattige mennesker i USA og Afrika. Det blev en af verdens bedst-sælgende singler nogensinde, med næsten 20 millioner solgte eksemplarer og millioner af dollars doneret til nødhjælp.
Mens han arbejdede med Paul McCartney på de to hitsingler The Girl Is Mine (1982) og Say Say Say (1983), blev parret gode venner. McCartney fortalte Jackson, hvor enormt han tjente på musikkataloger; omtrent 40.000.000 US$ årligt af andre menneskers sange. Jackson begyndte så at handle med rettigheder til andres musik. I 1985 blev ATV Music, ejeren af tusinder af musik-copyrights, deriblandt Northern Songs-kataloget indeholdende størstedelen af Lennon-McCartney-kompositionerne indspillet af The Beatles, lagt ud til salg. Jackson blev øjeblikkeligt interesseret i kataloget, men blev advaret om hård konkurrence. Begejstret hoppede han rundt og sagde "Jeg er ligeglad. Jeg vil have de sange. Skaf mig de sange, Branca![hans advokat]". McCartney forsøgte at overtale Yoko Ono til at gå med ham i et fælles bud, men hun afslog, så han trak sig ud. Jackson slog i sidste ende de øvrige konkurrenter i forhandlingerne, som pågik i ti måneder, og købte kataloget for 47.500.000 US$.

### 1986–87: Udseende, sladderblade,Bad, selvbiografi og film
Jacksons hud havde en mellem-brun farve i hele hans ungdom, men fra begyndelsen af 1980'erne begyndte den at blive blegere. Ændringen blev vidt dækket af medierne, og der fremkom rygter om, at han afblegede sin hud. Ifølge J. Randy Taraborrellis biografi blev Jackson i 1986 diagnosticeret med vitiligo og lupus; vitiligo-sygdommen gjorde hans hud delvist lysere, og lupusen var i bedring; begge sygdomme gjorde ham følsom overfor sollys. Behandlingerne, som han brugte mod sygdommene, gjorde hans hud lysere, og når det blev lagt til den make-up han brugte for at skjule pletter, kunne han virke meget bleg. Hans ansigts struktur ændrede sig også: flere kirurger spekulerede på, om han havde fået flere næseoperationer, et løft af panden, fortyndede læber og kindbenskirurgi.
Han tabte sig i starten af 1980'erne på grund af en ændring i kosten og sit ønske om at få "en dansers krop". Vidner fortalte, at han ofte var svimmel og kom med spekulationer om, at han led af anoreksi. Periodisk vægttab blev et tilbagevendende problem senere i Jacksons liv. Nogle medicinske eksperter har udtalt, at han led af dysmorfofobi, en psykologisk tilstand hvor man ikke bryder sig om sit udseende, og ikke har noget begreb om hvordan andre ser på én. Han fik sin fjerde rhinoplastik i 1986, og fik lavet en kløft i sin hage.
Jackson blev hovedemnet for en stigende mængde sensationsnyheder. I 1986 udgav The National Enquirer en serie fotografier som viste ham liggende i et hyperbarisk iltkammer, og påstod at han sov i kammeret for at forsinke sin aldring. Da Jackson købte en chimpanse kaldet Bubbles fra et laboratorium, blev det rapporteret som et eksempel på, at han langsomt var ved at miste forbindelsen til virkeligheden. I 2003 hævdede Jackson, at Bubbles var blevet trænet til at bruge toilettet og at rengøre sit eget soveværelse. Senere blev det rapporteret, at Jackson havde havde tilbudt 1.000.000$ for Joseph Merricks, "Elefantmandens", knogler. Nyhederne blev efterhånden en del af den offentlige bevidsthed, og gav inspiration til øgenavnet "Wacko Jacko", som ofte blev forkortet til "Jacko" i sladderpressen. På trods af at Jackson fastholdt, at 'nyhederne' var pure opspind, sagde en biografi i 2004, at folk tæt på Jackson havde lækket rygterne til pressen som promotion. Jackson bemærkede til en reporter:
| Citat | Hvorfor ikke fortælle folk at jeg er et rumvæsen fra Mars. Fortæl dem at jeg spiser levende kyllinger og laver en voodoodans ved midnat. De vil tro på hvad som helst du siger, for du er en reporter. Men hvis jeg, Michael Jackson, sagde "Jeg er et rumvæsen fra Mars og jeg spiser levende kyllinger og laver en voodoodans ved midnat" ville folk sige "Oh, mand, ham Michael Jackson er skør. Det rabler for ham. Du kan ikke tro på et eneste ord som kommer ud af hans mund." | Citat |
|       | |       |

Jackson medvirkede i den Francis Ford Coppola-instruerede 3D-film Captain EO. Det var dengang den dyreste film produceret på per-minut-basis, og blev senere vist i Disney-forlystelsesparker. Disneyland havde filmen i sit Tomorrowland-område i næsten 11 år, mens Walt Disney World viste filmen i sin Epcot-park fra 1986 til 1994. Da industrien forventede endnu et stort hit, blev Jacksons første album i fem år, Bad (1987), ventet med spænding. Det solgte ikke lige så godt som Thriller, men blev stadig en betragtelig kommerciel succes, og fik syv hitsingler på listen i USA, hvoraf fem ("I Just Can't Stop Loving You", "Bad", "The Way You Make Me Feel", "Man in the Mirror" og "Dirty Diana") blev nummer et på Billboard Hot 100, hvilket var flere end noget andet album. Pr. 2008 havde albummet solgt 30 millioner eksemplarer på verdensplan.
I 1987 tog Jackson afstand fra Jehovas Vidner som svar på, at de havde udtrykt utilfredshed med Thriller-videoen. Bad World Tour begyndte 12. september samme år og blev færdig den 14. januar 1989. Alene i Japan havde turnéen 14 udsolgte koncerter, og trak 570.000 tilskuere, hvilket næsten var en tredobling af den tidligere rekord på 200.000 i en enkelt turné. Han slog en verdensrekord, da 504.000 mennesker mødte op ved syv udsolgte koncerter på Wembley Stadium. Han gav samlet set 123 koncerter for et samlet publikum på i alt 4,4 millioner mennesker, og slog endnu en verdensrekord, da turnéen indtjente 125.000.000$ til ham. Under turen inviterede han underprivilegerede børn til at se med gratis, og gav donationer til hospitaler, børnehjem og andre velgørende formål.

### 1988–90: Selvbiografi, skiftende udseende og Neverland
I 1988 udgav Jackson sin første selvbiografi, Moon Walk, som det havde taget fire år at færdiggøre, og som solgte 200.000 eksemplarer. Jackson skrev om sin barndom, Jackson 5 og de overgreb som han havde måttet lide under. Han talte også om sin plastikkirurgi, at han havde fået udført to rhinoplastiske operationer, og lavet en kløft i sin hage. Han forklarede en stor del af ændringerne i sin ansigtsstruktur med pubertet, vægttab, et strengt vegetarisk kosthold, ændret frisure og scenebelysning. Moon Walk nåede førstepladsen på The New York Times liste over bestsellere. Jackson udgav efterfølgende en film med titlen Moonwalker, som indeholdt live-materiale og musikvideoer, hvor Jackson optrådte sammen med Joe Pesci. Moonwalker debuterede i toppen af Billboard Top Music Video Cassette-listen, og blev der i 22 uger. Denne rekord blev senere slået af Michael Jackson: The Legend Continues.
I marts 1988 købte Jackson et område på 11 km² nær Santa Ynez i Californien, hvor han fik bygget Neverland Ranch til en pris på 17.000.000 US$. Der var et pariserhjul, en dyrepark og en biograf på ejendommen. I 2003 blev dens værdi anslået til omkring 100.000.000 US$. I 1989 blev hans årlige indtjening fra albumsalg, reklamekontrakter og koncerter anslået til 125.000.000 US$ alene i det år. Kort tid efter blev han den første fra Vesten, der blev vist i en tv-reklame i Sovjetunionen.
Jacksons succes gav ham tilnavnet Kongen af Pop. Ærestitlen blev gjort populær/udbredt af Elizabeth Taylor, da hun overrakte ham en pris for "Årtiets kunstner" i 1989, og udråbte ham til at være "den sande konge af pop, rock og soul." Præsident George H. W. Bush tildelte ham Det Hvide Hus' særlige "Årtiets kunstner". Fra 1985 til 1990 donerede han 500.000 US$ til United Negro College Fund, men Jackson brød sig ikke om at være afroamerikaner, og omtalte negre som spabooks.
Alle indtægterne fra hans single Man in the Mirror gik til velgørenhed. Jacksons live-udgave af You Were There ved Sammy Davis Jr.'s 60-års fødselsdag modtog en Emmy-nominering.

### 1991–93:Dangerous, Heal the World Foundation og Super Bowl XXVII
I marts 1991 fornyede Jackson sin kontrakt med Sony for 65.000.000$, hvilket på daværende tidspunkt var en rekordstor aftale, og slog Neil Diamonds tidligere fornyelseskontrakt med Columbia Records. Han udgav sit ottende album Dangerous i 1991. Pr. 2008 havde Dangerous solgt syv millioner eksemplarer i USA og havde solgt 32 millioner eksemplarer på verdensplan; det er det mest succesfulde new jack swing-album nogensinde. I USA var albummets første single "Black or White" dets største hit, og blev nummer et på Billboard Hot 100, hvor den blev i syv uger, med lignende resultater i resten af verden. Albummets anden single "Remember the Time" lå otte uger i top 5 i USA, med højeste placering som nummer tre på Billboard Hot 100-singleslisten. I 1993 fremførte Jackson sangen ved Soul Train Awards i en stol, da han sagde at han var kommet til skade under øvetimerne. I Storbritannien og andre steder i Europa var "Heal the World" det største hit fra albummet; det solgte 450.000 eksemplarer i Storbritannien og lå fem uger som nummer to i 1992.
Jackson stiftede "Heal the World Foundation" i 1992. Velgørenhedsorganisationen inviterede underprivilegerede børn til Jacksons ranch, hvor de kunne lege i den forlystelsespark, som Jackson havde opført. Fonden sendte også millioner af dollars til projekter rundt omkring på kloden for at hjælpe børn, som var truet af krig og sygdom. Dangerous World Tour begyndte 27. juni 1992, og blev færdiggjort 11. november 1993. Jackson optrådte foran 3,5 millioner mennesker ved 67 koncerter. Alt overskud fra koncerterne gik til "Heal the World Foundation", hvilket indbragte millioner af dollars til nødhjælp. Jackson solgte senderettighederne til sin Dangerous-verdensturné til HBO for 20.000.000$, hvilket stadig er rekord. Efter Ryan Whites sygdom og død hjalp Jackson med at gøre offentligheden opmærksom på HIV/AIDS, noget som stadig var kontroversielt på daværende tidspunkt. Han opfordrede ved Bill Clintons indvielsesgalla offentligt Clinton-administrationen til at give flere penge til HIV/AIDS-velgørenhed og -forskning.
Jackson tog også på et højt profileret besøg til flere lande, deriblandt Gabon og Egypten, i Afrika. Hans første stop i Gabon blev overværet af mere end 100.000 fremmødte i et "spirituelt kaos", hvor flere holdt skilte hvorpå der stod "Velkommen hjem Michael". I sit besøg til Elfenbenskysten blev Jackson kronet som "Kong Sani" af en stammeleder. Han takkede derefter personerne på fransk og engelsk, underskrev officielle dokumenter som formaliserede hans kongelighed og sad på en gylden trone mens der blev danset ceremonielle danse.
En af Jacksons mest roste optrædener var under halvlegen i Super Bowl XXVII. Da koncerten begyndte blev Jackson slynget op på scenen, mens der blev skudt fyrværkeri af bag ham. Da han landede under teltet fastholdt han en ubevægelig "knyttet næve, stående statuepositur", klædt i en guld og sort militærjakke og solbriller; han forblev fuldstændig bevægelsesløs i flere minutter mens publikum jublede. Han fjernede langsomt sine solbriller, kastede dem væk og begyndte derefter at synge og danse. Hans rutine omfattede fire sange: "Jam", "Billie Jean", "Black or White" og "Heal the World". Det var den første Super Bowl, hvor antallet af tilskuere steg under halvlegen, og blev set af 135 millioner amerikanere; Jacksons Dangerous-album rykkede efterfølgende 90 pladser op på hitlisten.
Jackson fik overrakt "Living Legend Award" ved Grammy Awards i 1993 i Los Angeles. "Black or White" blev nomineret som "Best vocal performance". "Jam" modtog to nomineringer: "Best R&B Vocal Performance" og "Best R&B Song".

### 1993: Første beskyldninger om misbrug af børn
Jackson holdt et 90-minutters tv-interview med Oprah Winfrey i februar 1993, hans andet siden 1979. Han skar ansigt, da han talte om, hvordan han som barn blev mishandlet af sin far; han mente, at han var gået glip af en stor del af sine barndomsår, og indrømmede, at han ofte græd af ensomhed. Han benægtede sladderbladenes rygter om, at han havde købt Elefantmandens knogler, sov i et hyperbarisk iltkammer eller afblegede sin hud, og fortalte for første gang, at han havde vitiligo. Interviewet blev set af et amerikansk publikum på over 90 millioner, og blev det fjerdemest sete ikke-sportsprogram i amerikansk historie. Det skabte også opmærksomhed omkring vitiligo, som var en relativt ukendt sygdom. Dangerous kom tilbage på albumhitlisten i top 10, mere end et år efter dets oprindelige udgivelse.
I maj 1992 var Jacksons bil brudt sammen i Beverly Hills. Han ringede et nærliggende biludlejefirma, og ejeren fortalte sin kone, June Chandler-Schwartz, at hvis hun skyndte sig, kunne hun få set the King of Pop. Chandler-Schwartz tog sin 12-årige søn Jordan med, da drengen var begejstret for Jackson. De to aftalte at ses igen og blev nære venner. Jackson fløj jorden rundt med Jordan, og indbød ham ofte til at overnatte på Neverland. Jordan, hans mor og seksårige stedsøster blev overdynget med gaver og rejser. Men i 1993 blev Chandler-Schwartz' fraskilte mand, Jordans far Evan Chandler, en fremstående tandlæge i Beverly Hills, forfærdet, da hans 13-årige søn, som sad i tandlægestolen, bedøvet for at få trukket en tand, røbede for sin far, at Jackson havde antastet ham. Evan Chandler tog sin søn med til en psykiater, som bragte påstandene videre til myndighederne og bekræftede, at der var "rimelig mistanke" om seksuelt misbrug. Politiet i Los Angeles og sheriffkontoret i Santa Barbara åbnede i fællesskab en efterforskning af Jackson sommeren 1993.
14. september 1993 anlagde Evan Chandler sag mod Jackson på sin søns vegne. Anklagen lød på, at Jackson havde foretaget gentagne seksuelle overgreb mod drengen. I december afviste Jackson fra sit hjem på Neverland offentligt alle påstande. Han blev underkastet en 25-minutter-lang undersøgelse af sit underliv, udført af politi og læger på hans ranch, om Jordans beskrivelse af Jacksons kønsdele var korrekt. Jackson beskrev undersøgelsen i en følelsesladet offentlig udtalelse, og erklærede sin uskyld.
I 1993 blev bevæbnede medlemmer af bander fra Los Angeles, indbefattet de berygtede Bloods, kørt ud til Neverland, angiveligt for at levere et klart budskab til de af Neverlands ansatte, som kunne tænkes at samarbejde med efterforskningen, og også til andre drenge og deres familier, som kunne finde på at røbe noget. Jason Francia blev stillet en række ledende spørgsmål af politiet. Han var søn af Blanca Francia, stuepige på Neverland i årene 1986-91, som havde vist sig som et tvivlsomt vidne i sagen mod Jackson. Jason turde også kun stå frem, hvis Jordan gjorde det. Da Jordan trak sagen, efter at have opnået et forlig og angiveligt være udsat for drabstrusler, afslog Jason at stå frem, men fik alligevel to millioner US$ udbetalt af Jackson. Jason Francia stillede imidlertid som vidne mod Jackson i 2005, da han var 24 år.
Jacksons græske husholderske fra 1989, Norma Staikos, styrede Neverland med jernhånd, satte regler for stedets sikkerhedssystem, og fyrede også ansatte, Jackson ønskede at beholde. Aftenen før hun skulle afhøres af politiet i 1993, forsvandt hun. Med jævne mellemrum blev checks på omkring 50.000 US$ sendt til Staikos i Grækenland, hvor hun havde søgt tilflugt.
25. januar 1994 indgik Jackson et forlig med Chandler-familien på omkring 23 millioner US$. Han slap dermed for tiltale, skønt anklagerne kastede en skygge over hans omdømme og opfatningen af ham som et harmløst, excentrisk geni. Retssagen mod Jackson kunne ikke være kommet op før i maj 1994, men Chandlers var for skræmte til at afslå at forlig efter angivelige drabsforsøg, selv om deres troværdighed var betydeligt styrket efter at politiet fandt nøgenfotos af teenage-drenge i Jacksons soveværelse, deriblandt et nøgenfoto antaget at være af Jonathan Spence, Jacksons medspiller i Francis Ford Coppolas film Captain EO fra 1986, hvor kun Coppola, Elizabeth Taylor og den tolvårige Spence havde lov til at tiltale Jackson. Spences hyppige overnatninger hos Jackson blev forklaret med, at hans forældre lige var gået hver til sit. Jackson så aldrig ud til at søge nærmere kontakt med børn fra familier med forældre, der fungerede godt sammen.
Hans image blev yderligere skadet, da hans storesøster La Toya beskyldte ham for at være pædofil – et udsagn, hun senere trak tilbage og beskyldte sin daværende mand for at have tvunget hende til at fremføre.

### 1994: Første ægteskab
I maj 1994 giftede Jackson sig med singer-songwriter Lisa Marie Presley, datter af Elvis Presley. De havde mødt hinanden første gang i 1975 ved en af Jacksons families aftaler på MGM Grand Hotel and Casino, og genoptog kontakten gennem en fælles ven i starten af 1993. De forblev i kontakt hver dag over telefonen. Da beskyldningerne om misbrug af børn blev offentlige, brugte Jackson Presley som sin følelsesmæssige støtte; hun var bekymret over hans svigtende helbred og afhængighed af stoffer. Presley forklarede, "Jeg troede på at han ikke gjorde noget galt, og at han blev fejlagtigt anklaget, og ja jeg begyndte at falde for ham. Jeg ønskede at redde ham. Jeg følte at jeg kunne gøre det". I et telefonopkald, som han foretog til hende, beskrev hun ham som høj på stoffer, usammenhængende og forvirret. Kort efter fik hun overtalt ham til at få afgjort sagen udenom domstolen og gå i rehabilitering for at komme sig. Jackson friede til Presley over telefonen hen mod efteråret 1993, ved at sige "Hvis jeg bad dig om at gifte dig med mig, ville du så gøre det?" De blev gift i hemmelighed i Dominikanske Republik, og benægtede det efterfølgende i næsten to måneder. Ægteskabet var, med hendes ord, "et gift pars liv ... som var seksuelt aktive". På det tidspunkt spekulerede sladderbladene i at brylluppet blot var et stunt for at forbedre Jacksons image. Jackson og Presley blev skilt mindre end to år senere, men fortsatte med at være gode venner.

### 1995–97:HIStory
I 1995 slog Jackson sit ATV Music-katalog sammen med Sonys afdeling, og oprettede Sony/ATV Music Publishing. Jackson behold halv-ejerskab over firmaet, og tjente 95.000.000 US$ på forskud såvel som rettighederne til endnu flere sange. Han udgav derefter dobbeltalbummet HIStory: Past, Present and Future, Book I. Den første disc, HIStory Begins, var et greatest hits-album med 15 spor, og blev senere genudgivet som Greatest Hits – HIStory Vol. I i 2001, mens den anden disk, HIStory Continues, indeholdt 15 nye sange. Albummet debuterede som nummer et på hitlisterne, og er blevet certificeret for syv millioner salg i USA. Det er det bedst-sælgende fler-disk-album nogensinde, med 20 millioner eksemplarer (40 millioner enheder) solgt på verdensplan. HIStory modtog en Grammy-nominering for bedste album.
Den første single fra albummet var den dobbelte A-side Scream/Childhood. Scream var en duet med Jacksons yngste søster Janet. Singlen nåede nummer fem på Billboard  Hot 100 og modtog en Grammy-nominering for Best Pop Collaboration with Vocals. You Are Not Alone var den anden single udgivet fra HIStory; den står i Guinness Rekordbog for at være den første sang nogensinde til at debutere som nummer et på Billboard Hot 100-hitlisten. Den blev set som en stor kunstnerisk og kommerciel succes, og modtog en Grammy-nominering for Best Pop Vocal Performance.
I slutningen af 1995 blev Jackson indlagt efter en kollaps under øvelser til en tv-transmitteret optræden; det skyldtes et stressrelateret panikangst. Earth Song blev den tredje single fra albummet HIStory, og toppede den britiske singlehitliste i seks uger henover julen 1995; den solgte en million eksemplarer, og dermed blev Jacksons mest succesfulde single i Storbritannien. HIStory World Tour begyndte den 7. september 1996, og sluttede den 15. oktober 1997. Jackson optrådte ved 82 koncerter i 58 byer for over 4,5 millioner fans. Showet besøgte fem kontinenter og 35 lande, og blev Jacksons mest vellykkede, hvad antal publikummere angår.

### 1996–99: Andet ægteskab og livet som far
Under den australske del af HIStory World Tour giftede Jackson sig med dermatologi-sygeplejersken Deborah Jeanne Rowe den 14. november 1996 ved en ceremoni tæt på hans hotelværelse i Sydney. Hun fødte ham to børn: en søn, "Prince" Michael Joseph Jackson, Jr., og en datter, Paris-Michael Katherine Jackson. Rowe og Jackson mødtes første gang i midten af 1980'erne, da Jackson blev diagnosticeret med vitiligo. Hun brugte mange år på at behandle hans sygdom og give følelsesmæssig støtte. De opbyggede et stærkt venskab, og blev senere romantisk involverede. Oprindeligt var der ingen planer om ægteskab, men efter Rowes første graviditet blandede Jacksons mor sig, og fik dem overtalt til at gifte sig. Parret blev skilt i 1999, men forblev venner, og Rowe gav Jackson forældremyndigheden over parrets to børn.
I 1997 udgav Jackson Blood on the Dance Floor: HIStory in the Mix, som indeholdt remixes af hitsingler fra HIStory og fem nye sange. Pr. 2007 havde albummet solgt 6 millioner eksemplarer på verdensplan, hvilket gjorde det til det bedst-sælgende remixalbum nogensinde. Det blev nummer et i Storbritannien, ligesom titelsangen. I USA blev albummet certificeret til platin, men nåede kun en 24. plads. Forbes vurderede i 1996 Jacksons årlige indkomst til at være 35.000.000$ og i 1997 til 20.000.000$.
I juni 1999 var Jackson involveret i en række velgørenhedsarrangementer. Han gik sammen med Luciano Pavarotti om at afholde en velgørenhedskoncert i Modena, Italien. Koncerten var til støtte for NGO'en War Child, og skaffede en million dollars til flygtninge fra Kosovo, såvel som yderligere penge til børn fra Guatemala. Senere samme måned organiserede Jackson en række "Michael Jackson & Friends"-velgørenhedskoncerter i Tyskland og Korea. Blandt andre involverede kunstnere var Slash, Scorpions, Boyz II Men, Luther Vandross, Mariah Carey, A. R. Rahman, Prabhu Deva Sundaram, Shobana Chandrakumar, Andrea Bocelli og Luciano Pavarotti. Indtægterne gik til "Nelson Mandela Children's Fund", Røde Kors og UNESCO.

### 2000–03: Uenigheder med pladeselskab,Invincibleog tredje barn
I 2000 blev Jackson indskrevet i Guinness Rekordbog for hans støtte til 39 velgørenhedsorganisationer, hvilket var mere end nogen anden entertainer eller personlighed.
På det tidspunkt ventede Jackson på at få licenserne til masterversionerne af hans album tilbage; hvilket ville tillade ham at gøre reklame for sit gamle materiale sådan som han selv ville have det, og forhindre Sony i at få del i profitterne. Jackson forventede at dette ville ske tidligt i det nye årtusinde, men på grund af diverse klausuler i kontrakten, lå datoen for tilbageleveringen af licenser stadig mange år ude i fremtiden. Jackson begyndte en undersøgelse, og det kom frem at den advokat, som repræsenterede sangeren i handelen, også repræsenterede Sony, hvilket gjorde ham inhabil. Jackson var også bekymret over en anden inhabilitet. I en række år havde Sony presset på for at købe alle Jacksons aktier i deres musikkatalog. Hvis Jacksons karriere eller finansielle situation begyndte at gå dårligt, ville han blive nødt til at sælge sit katalog. Dermed havde Sony en interesse i at få Jacksons karriere til at gå dårligt. Jackson kunne bruge disse konflikter som middel til at bryde kontrakten før tid. Kort før udgivelsen af Invincible informerede Jackson chefen for Sony Music Entertainment, Tommy Mottola, om at han forlod Sony. Som resultat deraf blev alle singleudgivelser, videooptagelser og promotion vedrørende Invincible aflyst. Jackson påstod i juni 2002 at Mottola var en "djævel" og "racist", som ikke støttede hans afroamerikanske kunstnere, og kun brugte dem til egen gavn. Han anklagede Mottola for at have kaldt sin kollega Irv Gotti en "fed nigger". Sony benægtede påstandene om, at de ikke helhjertet havde gjorde reklame for Invincible, og fastholdte at det var Jackson, der nægtede at turnere i USA.
Seks år efter sit seneste studiealbum, og efter at have brugt store dele af de sene 1990'ere væk fra offentlighedens søgelys, udgav Jackson Invincible i oktober 2001. For at reklame for albummet blev der afholdt en speciel 30-års-fejring i Madison Square Garden, der markerede sangerens 30. år som solokunstner. Jackson kom på scenen sammen med sine brødre for første gang siden 1984. Showet bød også på optrædener fra blandt andre Mýa, Usher, Whitney Houston, '*N Sync og Slash. Efter terrorangrebene 11. september 2001 hjalp Jackson med at organisere velgørenhedskoncerten United We Stand: What More Can I Give på RFK Stadium i Washington, D.C. Koncerten blev sendt den 21. oktober 2001, og indeholdt optræden fra mange større kunstnere, deriblandt Jackson selv, som fremførte sin sang "What More Can I Give" som slutnummer. Invincible blev en kommerciel succes, debuterede i toppen af hitlisterne i 13 lande, og solgte 10 millioner eksemplarer på verdensplan. Det modtog certificering for dobbelt-platin i USA. Salgstallet for Invincible var dog bemærkelsesværdigt lavt sammenlignet med hans tidligere udgivelser, delvist på grund af en popmusikindustri på tilbagetog, manglen på reklame, ingen medfølgende verdensturné og uenighederne med Sony. Albummet blev fulgt af tre singler, "You Rock My World", "Cry" og "Butterflies", sidstnævnte uden musikvideo.
Jacksons tredje barn, Prince Michael Jackson II (kælenavn "Blanket") blev født i 2002. Moderens identitet er ukendt, men Jackson har sagt at barnet var resultatet af kunstig befrugtning af en rugemor. I november samme år tog Jackson sin nyfødte søn med sig ud på hans værelses balkon på Hotel Adlon i Berlin, hvor fans stod nedenfor. Jackson holdt kortvarigt sin baby udover balkonen, fire etager over jorden, i sin højre arm, hvilket førte til voldsom kritik i flere medier. Jackson undskyldte senere for episoden, og kaldte det "en forfærdelig fejltagelse". Sony udgav en opsamling af Jacksons hits på cd og dvd. I USA blev albummet certificeret til platin af RIAA; i Storbritannien blev der solgt mindst 1,2 millioner eksemplarer.

### 2003–05: Anden beskyldning om sexmisbrug af børn
I en række interviews med Martin Bashir, sendt i 2003 som Living with Michael Jackson, blev Jackson set holde hænder og diskutere overnatning med den 13-årige kræftpatient Gavin Arvizo, som senere beskyldte ham for seksuelt misbrug. Kort efter dokumentaren blev sendt, blev Jackson sigtet for syv tilfælde af misbrug af børn, samt to tilfælde af at have skænket berusende stof til Arvizo.
Jackson benægtede beskyldningerne, og sagde at overnatningerne slet ikke var seksuelle på nogen måde. Elizabeth Taylor forsvarede ham, og sagde at hun havde været der, da de var i seng. "Der var intet unormalt over det" fortalte hun senere Larry King. "Der var ikke noget med berøring. Vi grinede som børn og vi så en masse Walt Disney. Der var intet mærkeligt over det". Under efterforskningen blev Jackson undersøgt af en læge med speciale i psykisk helbred, Dr. Stan Katz, som også talte flere timer med Arvizo. Katz sagde at Jackson var "mentalt tilbagestående" som en 10-årig, og ikke passede med profilen for en pædofil.
I løbet af de to år mellem anklagerne og retssagen blev Jackson angiveligt afhængig af petidin (Demerol), og gik voldsomt ned i vægt. Retssagen People v. Jackson ("folket mod Jackson") begyndte den 31. januar 2005 i Santa Maria, Californien, og varede fem måneder, frem til slutningen af maj. Jackson blev frifundet for samtlige anklager og fik dermed oprejsning. Efter retssagen flyttede han til Bahrain i den Persiske Bugt, som sheikh Abdullahs gæst.

### 2006–09: De sidste år
Nedlukningen af Neverland Ranch for at spare penge førte til mange rapporter om at Jackson skulle have finansielle problemer. Et fremtrædende finansielt problem omhandlede et lån på 270.000.000$ sikret mod hans aktieposter i musikindustrien. Efter forsinkede tilbagebetalinger flyttede en refinansieringspakke lånene fra Bank of America til gældspecialisterne Fortress Investments. En ny genfinansieringsaftale foreslået af Sony ville have Jackson til at låne yderligere 300.000.000$ og reducere renten på lånet, mens den ville give Sony en fremtidig mulighed for at købe halvdelen af Jacksons aktieposter i deres fællesejede musikforlag (hvilket ville efterlade Jackson med en andel på 25%). Jackson gik med til en Sony-støttet genfinansieringsaftale, men detaljerne er aldrig blevet offentliggjort. På trods af disse lån tjente Jackson ifølge Forbes stadig op til 75 millioner dollars om året alene fra sit partnerskab med Sony.
Jackson blev tildelt Diamond Award ved World Music Awards 15. november 2006 for at have solgt over 100 millioner album. Efter James Browns død vendte Jackson tilbage til USA for at hylde Brown under Browns offentlige begravelse den 30. december 2006. I slutningen af 2006 gik han med til at dele forældremyndigheden over sine to ældste børn med sin ekskone, Debbie Rowe. Jackson og Sony opkøbte Famous Music LLC fra Viacom i 2007. Denne handel gav ham rettighederne til sange af blandt andre Eminem, Shakira og Beck.
| Citat           | Jeg har været i underholdningsindustrien siden jeg var seks år gammel... Som Charles Dickens siger, "Det har været de bedste tider, de værste tider." Men jeg ville ikke ændre min karriere... Mens nogle har gjort bevidste forsøg på at skade mig så tager jeg det som det kommer, for jeg har en kærlig familie, en stærk tro og vidunderlige venner og fans som har støttet, og fortsat støtter mig. | Citat |
| Michael Jackson | |       |

25-året for udgivelsen af Thriller blev markeret med udgivelsen af Thriller 25, som tilføjede den tidligere ikke-udgivne sang "For All Time" og remixes. To remixes blev udgivet som singler og blev solgte nogenlunde succesfuldt: "The Girl Is Mine 2008" og "Wanna Be Startin' Somethin' 2008". Thriller 25 solgte godt som genudgivelse, og blev nummer et på hitlisterne i otte lande. På 12 uger solgte Thriller 25 over tre millioner eksemplarer på verdensplan. For at fejre Jacksons 50-års fødselsdag udgav Sony BMG en serie af opsamlingsalbum kaldet King of Pop. King of Pop nåede top 10 i de fleste lande hvor det blev udgivet, og solgte også godt som import i andre lande.
Fortress Investments truede med at overtage Neverland Ranch, som Jackson havde lagt i pant for lån, som løb op i mange millioner dollars. Fortress valgte dog at sælge Jacksons gæld til Colony Capital LLC. I november overførte Jackson retten til Neverland Ranch til Sycamore Valley Ranch Company LLC, som var et joint venture mellem Jackson og Colony Capital LLC. Denne handel fjernede Jacksons gæld, og han modtog efter sigende 35 millioner dollars ekstra fra handlen. Ved hans død ejede Jackson stadig en andel in Neverland/Sycamore Valley, men det er uvist hvor meget der var tale om.
Før hans død havde Jackson planlagt at optræde ved 50 udsolgte koncerter foran over en million mennesker på O2 arena i London. Koncerterne var planlagt at begynde den 13. juli 2009 og slutte den 6. marts 2010. Ifølge Jacksons hjemmeside slog billetsalgene til koncerterne flere rekorder. Under en pressekonference antydede Jackson muligheden for at han ville trække sig tilbage fra livet som popmusiker. Randy Phillips, direktør for AEG Live, har udtalt at de første 10 koncerter alene ville indtjene sangeren omkring 50 millioner pund.
Singlen "This Is It" blev udgivet den 12. oktober 2009 og et album med samme navn blev udgivet 26. oktober samt en film Michael Jackson's This Is It den 28. oktober.

### Død og mindekoncert
Den 25. juni 2009 faldt Jackson om i sit lejede hus på 100 North Carolwood Drive i Holmby Hills-distriktet i Los Angeles. Hans personlige læges forsøg på at genoplive ham slog fejl. Ambulancefolk fra Los Angeles Fire Department modtog et nødopkald kl. 12:22 (PDT), og ankom tre minutter senere til Jacksons hus. Han trak angiveligt ikke vejret, og der blev udført hjertelunge-redning. Forsøgene på genoplivning fortsatte på vejen til Ronald Reagan UCLA Medical Center, og i en time efter ankomsten kl. 13:13. Han blev erklæret død kl. 14:26 lokal tid.
Flere amerikanske nyhedssider måtte efter nyheden slap ud se deres servere overbelastet af de mange besøgende, der ville læse mere om popikonets død. Blandt andet blev CNN's voldsomt overbelastede, da besøgstallet inden for en time steg med 500 %.[kilde mangler]
Også på sociale netværkstjenester som Facebook, Twitter og MySpace mærkede man hurtigt effekterne af dødsfaldet. I en periode registrerede Twitter 5.000 beskeder i minuttet omhandlende Michael Jackson, hvilket fik tjenesten til midlertidigt at fjerne nogle funktioner, deriblandt søgning.
Mindetjenesten blev afholdt den 7. juli 2009 i Staples Center i Los Angeles, efter en privat mindegudstjeneste for familien i Forest Lawn Memorial Park's Hall of Liberty. Jacksons kiste var til stede under mindekoncerten, som blev sendt live over hele verden, og blev set af op mod en milliard mennesker, men der blev ikke udsendt nogen information om hans ligs endelige anbringelse. Stevie Wonder, Lionel Richie, Mariah Carey, Jennifer Hudson, Usher, John Mayer, Jermaine Jackson og Shaheen Jafargholi sang eller spillede Jacksons sange. Berry Gordy og Smokey Robinson afholdt lovtaler, mens Queen Latifah oplæste "We had him" ("Vi havde ham"), et digt skrevet til lejligheden af Maya Angelou. Prædikanten Al Sharpton modtog en stående ovation, da han talte til Jacksons børn og sagde, "Der var ikke noget sært ved jeres far. Det var sært hvad han blev udsat for". Jacksons 11-år-gamle datter, Paris Katherine, græd mens hun talte til publikum og sagde, "Lige siden jeg blev født har far været den bedste far man kunne forestille sig ... Jeg ville bare sige at jeg elsker ham så højt".
Den 29. august 2009 blev obduktionsrapporten offentliggjort, og den fastslog, at Michael Jackson blev dræbt med dødelige mængder propofol. Hans personlige læge, Conrad Murray, blev i november 2011 idømt 4 års fængsel for drabet.

## Musikalsk stil og optræden

### Inspiration
Genremæssigt havde Jackson rod i Rhythm and blues, Motown, pop og soul. Han hentede inspiration fra en lang række samtidige musikere som fx Little Richard, James Brown, Jackie Wilson, Diana Ross, David Ruffin, Gene Kelly, Fred Astaire, Sammy Davis, Jr., The Isley Brothers og Bee Gees. Selvom Jackson hentede meget inspiration fra Little Richard, var Jacksons største inspirationskilde James Brown, særligt da Brown spillede med gruppen The Famous Flames. Jackson har udtalt at "allerede da jeg var seks år gammel ville min mor vække mig midt om natten, selvom jeg sov, hvis der blev vist noget med James Brown i fjernsynet. Når jeg så mesteren bevæge sig på scenen, var jeg som hypnotiseret. Jeg havde aldrig set nogen optræde som James Brown, og jeg viste hvad jeg ville med mit liv."

### Temaer og genrer
Steve Huey fra Allmusic har skrevet, at Jacksons alsidighed i hans solokarriere har tilladt ham at eksperimentere med flere temaer og genrer. Som musiker strakte han sig fra Motowns dansemusik og ballader til new jack swing med en kant af techno og house til værker, som både indarbejder funkrytmer og hård rockguitar. Jackson selv udtalte ved pre-release-festen for sit album Off the Wall, at Little Richard havde en "enorm indflydelse" på ham.
I modsætning til mange kunstnere skrev Jackson ikke sine sange på papir. I stedet dikterede han til en lydoptager, og når han optog, sang han efter hukommelsen. Flere anmeldere observerede, at Off the Wall var skabt af funk, disco-pop, soul, soft rock, jazz og popballader. Blandt kendte eksempler er balladen "She's Out of My Life" og de to diskonumre "Workin' Day and Night" og "Get on the Floor".
Ifølge Huey forfinede Thriller Off the Walls styrker; danse- og rocknumrene var mere aggressive, mens popsangene og balladerne var blødere og mere sjælefulde. Blandt de bemærkelsesværdige numre var balladerne "The Lady in My Life", "Human Nature" og "The Girl Is Mine"; funknumrene "Billie Jean" og "Wanna Be Startin' Somethin'"; og discosættet "Baby Be Mine" og "P.Y.T. (Pretty Young Thing)". Med Thriller, kommenterede Christopher Connelly fra Rolling Stone, udviklede Jackson sin lange association med det underbevidste tema om paranoia og en mørkere billedverden. Allmusics Stephen Thomas Erlewine bemærkede, at dette er tydeligt på sangene "Billie Jean" og "Wanna Be Startin' Somethin'". I "Billie Jean" synger Jackson om en næsten sygelig fan, som påstår, at han er far til hendes barn. I "Wanna Be Startin' Somethin'" taler han mod medierne og sladder. Rocksangen "Beat It", som omhandlede bandevold, blev en hyldest til West Side Story og var Jacksons første vellykkede rock cross-over-stykke, ifølge Huey. Han bemærkede også, at titelnummeret "Thriller" var starten på Jacksons interesse for overnaturlige temaer, et emne som han vendte tilbage til i de efterfølgende år. I 1985 var Jackson medforfatter til velgørenhedssangen "We Are the World"; humanitære temaer blev senere et tilbagevendende tema i hans sangtekster og offentlige person.
På Bad kan Jacksons koncept med den glubske elsker ses på rocksangen "Dirty Diana". Hovedsinglen "I Just Can't Stop Loving You" er en traditionel kærlighedsballade, mens "Man in the Mirror" er en ballade om tilståelse og løsning. "Smooth Criminal" var en fremkaldelse af blodigt overgreb, voldtægt og sandsynligvis mord. Allmusics Stephen Thomas Erlewine har skrevet, at Dangerous præsenterer Jackson som et utilsløret paradoksalt individ. Han bemærker, at albummet er mere forskelligartet end hans tidligere Bad, da det appellerer til storbyfans, samtidig med at det tiltrækker middelklassen med hymner som "Heal the World". Den første halvdel af albummet er helliget new jack swing, deriblandt sange som "Jam" og "Remember the Time". Albummet er Jacksons første, hvorpå samfundsproblemer er et primært tema; "Why You Wanna Trip on Me" protesterer for eksempel mod global hungersnød, AIDS, hjemløshed og stoffer. Dangerous indeholder seksuelt ladede præstationer såsom "In the Closet", en kærlighedssang om begær og fornægtelse, risiko og repression, ensomhed og tilknytning, privatliv og afsløring. Titelnummeret fortsætter temaet om en glubsk elsker og tvangsbegær. Den anden halvdel indeholder selvfordybende pop-gospel-hymner såsom "Will You Be There", "Heal the World" og "Keep the Faith"; disse sange viser Jackson, som endelig åbner sig omkring diverse personlige kriser og bekymringer. I balladen "Gone Too Soon" hylder Jackson sin ven Ryan White og de AIDS-smittede, som er i nød.
HIStory skaber en atmosfære af paranoia. Dets indhold fokuserer på de prøvelser og kampe i offentligheden, som Jackson måtte igennem kort før albummets produktion. I new jack swing-funk-rock-numrene "Scream" og "Tabloid Junkie" samt R&B-balladen "You Are Not Alone" slår Jackson ud mod den uretfærdighed og isolation, som han følte, og retter meget af sin vrede mod medierne. I den selvfordybende ballade "Stranger in Moscow" klager Jackson over sit fald fra fordums storhed, mens sange som "Earth Song", "Childhood", "Little Susie" og "Smile" alle er operatiske popstykker. På Invincible arbejdede Jackson meget sammen med produceren Rodney Jerkins. Det er et album bestående af urban soul som "Cry" og "The Lost Children", ballader som "Speechless", "Break of Dawn" og "Butterflies" og mix af hip hop, pop og rap på "2000 Watts", "Heartbreaker" og "Invincible".

### Sangteknik
Jackson begyndte at synge allerede som barn, men hans stemme og sangteknik ændrede sig meget med årene. Fra 1971 til 1975 gik Jacksons stemme fra sopran til tenor. Jackson brugte for første gang teknikken "stemme hik" (små stønne og gispe lyde) i 1973 i sangen "It's Too Late to Change the Time" fra the Jackson 5s G.I.T.: Get It Together album. Jackson brugte først "hikke-teknikken" fuldt ud i sangen Off the Wall: og det kan høres for fuld styrke i "Shake Your Body (Down to the Ground)" reklamevideoen. Da albummet Off the Wall udkom i slutningen af 1970'erne havde Jackson opnået anerkendelse som en dygtig sanger. På det tidspunkt sammenlignede musikbladet Rolling Stone hans stemme med Stevie Wonders gispende og stammende sangteknik. Deres konklusion var: "Jackson har en helt særlig og smuk tenorstemme. Stemmen glider glat over i falset som han bruger meget modigt".

### Musikvideoer og koreografi
I All Music Guide omtales Jackson som musikvideoens konge, og det omtales hvordan han gjorde musikvideo til en kunstform og et reklameværktøj ved at lave videoer med komplekse historier, avanceret dans, special effects og gæsteoptræden af berømte personer samtidig med, at Jackson nedbrød grænserne for, hvad en sort kunstner kan gøre. Inden Thriller viste MTV kun meget lidt musik med sorte kunstnere, men efter pres fra CBS Records valgte MTV at vise Bille Jean og senere Beat It, hvilket banede vejen for andre sorte kunstnere på MTV. De ansatte på MTV afviser, at der var tale om racisme, når de i starten viste så lidt musik med sorte kunstnere. MTV fastholder, at de i starten udelukkende viste rock uanset kunstnernes race, men at de efterfølgende skiftede fokus til R&B og pop. Jacksons optræden ved Motown 25; Yesterday, Today, Forever ændrede synet på live-optræden. Selvom Jackson ikke sang rigtigt ved den optræden men kun mimede, så var det uden betydning for publikum og en meget imponerende genskabelse af en musikvideo på en scene og det blev starten på en periode, hvor mange kunstnere genskabte effekter fra musikvideo på scenen.

## Indflydelse
Jackson havde en betydelig indflydelse på musik og kultur på verdensplan. Han nedbrød racebarrierer, ændrede musikvideoen til en kunstform og banede vejen for moderne popmusik i sit hjemland. Jacksons værker, hans umiskendelige musikalske lyd og vokalstil har påvirket snesevis af hip hop-, pop- og R&B-kunstnere, heriblandt Mariah Carey, Usher, Britney Spears, Justin Timberlake og R. Kelly. Igennem en stor del af sin karriere har han haft en enorm indflydelse "uden sidestykke" på den yngre generation gennem sine musikalske og humanitære bidrag.
Michael Jackson blev sat på Hollywood Walk of Fame i 1984. I hele sin karriere har han modtaget en stor mængde ærestitler og -priser, deriblandt World Music Awards' "Årtusindets bedst-sælgende mandlige pop-kunstner", American Music Award's "Århundredets kunstner"-pris og Bambi's "Årtusindets popkunstner"-pris. Han er to gange blevet optaget i Rock and Roll Hall of Fame, først som medlem af The Jackson 5 i 1997 og senere som solokunstner i 2001. Jackson blev også optaget i Songwriters Hall of Fame i 2002. Blandt hans priser er flere Guinness-rekorder (otte alene i 2006), 13 Grammy Awards, 13 nummer et-singler (USA) i sin solokarriere — flere end nogen anden mandlig kunstner i Hot 100-æraen — og et salg af over 750 millioner album på verdensplan, hvilket gør ham til den bedst-sælgende mandlige solokunstner i verden.
Han blev beskrevet som "en ustoppelig mastodont, besat af alle værktøjer til at kunne dominere hitlisterne nærmest efter forgodtbefindende: en øjeblikkeligt genkendelig stemme, øje-eksploderende dansetrin, overvældende musikalsk alsidighed og læssevis af ren og skær stjernekraft". I midten af 1980'erne beskrev Time Jackson som "det hotteste enestående fænomen siden Elvis Presley". Ved 1990 havde Vanity Fair allerede citeret Jackson som den mest populære kunstner i showbusiness' historie. Daily Telegraph-skribenten Tom Utley kaldte ham en "ekstremt vigtig figur i populærkulturens historie" og et "geni". I slutningen af 2007 udtalte Jackson om sit arbejde og fremtidige indflydelse, "Musik har været mit afløb, min gave til alle de elskende i denne verden. Gennem den, min musik, ved jeg at jeg vil leve for evigt."
Hans samlede indtjening fra royalties på sine soloplader og musikvideoer, indtægter fra koncerter og endosseringer i sin levetid er blevet anslået til 500.000.000$; nogle analytikere har spekuleret i at hans besiddelser i sit musikkatalog kan være flere milliarder dollars værd. Denne spekulation modsiges dog af finansielle dokumenter, som Associated Press har fået fat i, og som viste at pr. 31. marts 2007 var Jacksons 50 procentsandel i Sony/ATV Music Publishing-kataloget (hans mest værdsatte aktiv) 390.600.000$ dollars værd og Michael Jacksons nettoværdi var 236.000.000$..
Heal The World Foundation, som Jackson grundlagde i 1992, vil fortsætte sin virksomhed som en måde at bevare mindet om Jackson som en humanitær person. Som en af verdens mest berømte mænd gjorde Jacksons voldsomt omtalte privatliv, kombineret med hans succesfulde karriere, ham til en del af populærkulturen i fire årtier.
I september 2017 meddelte National Portrait Gallery i London, at de i sommeren 2018, hvor Jackson ville være fyldt 60 år, viser en udstilling af mere end 40 kunstneres portrætter af ham, bl.a. Andy Warhols fra 1982.

## Diskografi
Album udgivet på Motown
- 1971: Got to Be There
- 1972: Ben
- 1973: Music and Me
- 1975: Forever, Michael

Album udgivet på Epic
- 1979: Off the Wall
- 1982: Thriller
- 1987: Bad
- 1991: Dangerous
- 1995: HIStory
- 1997: Blood on the Dance Floor: HIStory in the Mix
- 2001: Invincible (album)
- 2010: Michael (posthumt)
- 2014: Xscape (posthumt)

Singler udgivet på Epic
- 1979: Don't Stop 'Til You Get Enough #1 (USA, Australien & New Zealand)
- 1980: Rock With You #1 (USA)
- 1980: Off the Wall
- 1980: She's Out of My Life
- 1980: Girlfriend
- 1982: The Girl Is Mine #1 (Spanien)
- 1983: Billie Jean #1 (USA, Storbritannien, Italien, Australien, Belgien, Spanien, Irland & Canada)
- 1983: Beat It #1 (USA, Frankrig, Danmark, Belgien, New Zealand, Canada & Holland)
- 1983: Wanna Be Startin' Somethin' #1 (Danmark & Holland)
- 1983: Human Nature
- 1983: P.Y.T. (Pretty Young Thing)
- 1984: Thriller #1 (Frankrig, Belgien & Spanien)
- 1987: I Just Can't Stop Loving You #1 (USA, Storbritannien, Danmark, Italien, Belgien, Irland & Holland)
- 1987: Bad #1 (USA, Italien, Danmark, Belgien, Spanien, Irland, Canada & Holland)
- 1987: The Way You Make Me Feel #1 (USA, Italien & Irland)
- 1988: Man in the Mirror #1 (USA & Italien)
- 1988: Dirty Diana #1 (USA & Belgien)
- 1988: Another Part of Me
- 1988: Smooth Criminal #1 (Danmark, Spanien, Belgien & Holland)
- 1989: Leave Me Alone #1 (Irland)
- 1989: Liberian Girl #1 (Irland)
- 1991: Black or White #1 (USA, Storbritannien, Frankrig, Italien, Australien, Belgien, Slovenien, Spanien, Irland, New Zealand & Canada)
- 1992: Remember the Time #1 (Frankrig & New Zealand)
- 1992: In the Closet #1 (Frankrig)
- 1992: Jam #1 (Frankrig)
- 1992: Who Is It
- 1992: Heal the World
- 1993: Give In To Me #1 (New Zealand)
- 1993: Will You Be There
- 1993: Gone Too Soon
- 1995: Scream/Childhood #1 (Frankrig, Italien, Danmark, Slovenien, Spanien, Irland, New Zealand, Australien, Japan & Canada)
- 1995: You Are Not Alone #1 (USA, Storbritannien, Slovenien, Irland, New Zealand & Frankrig)
- 1995: Earth Song #1 (Storbritannien, Tyskland & Slovenien)
- 1996: They Don't Care About Us #1 (Tyskland, Italien & Israel)
- 1996: Stranger in Moscow #1 (Spanien)
- 1997: Blood on the Dance Floor #1 (Storbritannien, Spanien & New Zealand)
- 1997: Ghosts/HIStory
- 2001: You Rock My World #1 (Frankrig & Spanien)
- 2001: Cry
- 2002: Butterflies
- 2003: One More Chance
- 2005: Billie Jean (ft. Snoop Dogg and Pharrell)
- 2009: This Is It
- 2010: Hold My Hand
- 2011: Hollywood Tonight
- 2011: Behind the Mask
- 2012: I Just Can't stop Loving You (Bad25 Re-release)
- 2014 Love nerver felt so good #1(Danmark,Tyskland,USA & Island)
- 2014 A Place With out no name #Tyskland, England & USA)

### Yderligere læsning
- Dineen, Catherine (1993). Michael Jackson: In His Own Words. Omnibus Press. ISBN 0711932166. (engelsk)
- Grant, Adrian (2005). Michael Jackson: The Visual Documentary. Omnibus Press. ISBN 1-84449-432-2. (engelsk)
- Jackson, Michael (1988). Moonwalk. Doubleday. s. 143–144. ISBN 0-434-37042-8. (engelsk)
- Jackson, Michael (1992). Dancing the Dream. Doubleday. ISBN 0-385-40368-2. (engelsk)
- Jackson, Michael (2006). My World, The Official Photobook, Vol. 1. Triumph International. ISBN 0-9768891-1-0. (engelsk)
- Jones, Bob (2005). Michael Jackson: The Man Behind the Mask. Select Books Inc. ISBN 1590790723. (engelsk)
- Noonan, Damien (1994). Michael Jackson (lydbog). Carlton Books. ISBN 1-85797-587-1. {{cite book}}: |format= kræver at |url= også er angivet (hjælp) (engelsk)